# 仙台東警察署
仙台東警察署（せんだいひがしけいさつしょ）は、宮城県警察が管轄する警察署のひとつである。「東署」と略して呼ばれている。

## 概要
管内の常住人口は約19万人だが、昼間人口は約40万人と約2倍に膨れ上がる。
管内にはJR仙台駅東口、東北楽天ゴールデンイーグルスの本拠地である楽天生命パーク宮城、国際定期航路を擁する仙台港（仙台塩釜港仙台区）、東北地方一帯に販路を持つ卸売業者が集積する東部流通団地や工場が集積する東部工業団地などがあり、他県からの流入者や外国人を含めた治安維持が求められている。

## 管轄区域
宮城野区全域と、JR仙台駅東口にある青葉区の極小さな領域、および、宮城野区から若林区にかけてある東部流通団地・東部工業団地の領域を管轄とする。
- 仙台市青葉区中央1丁目のうち、JR東日本の敷地東側境界線より東の区域
- 仙台市宮城野区の全域

## 所在地
- 宮城県仙台市宮城野区南目館21番地の1（北緯38度16分6.5秒 東経140度55分29.7秒 / 北緯38.268472度 東経140.924917度）

陸上自衛隊仙台駐屯地の北東に隣接してある。

## 内部組織
- 会計課
  - 会計係

- 警務課
  - 警務係
  - 相談係
  - 被害者支援係

- 留置管理課
  - 留置管理係

- 生活安全課
  - 生活安全係
  - 営業保安係
  - 少年・生活安全捜査係

- 地域課
  - 地域係
  - 自動車警ら第一係
  - 自動車警ら第二係
  - 自動車警ら第三係

- 刑事第一課
  - 捜査庶務係
  - 地域指導係
  - 捜査第一係
  - 捜査第二係
  - 鑑識係

- 刑事第二課
  - 捜査庶務係
  - 知能犯係
  - 組織犯罪対策係

- 交通課
  - 交通指導係
  - 交通事故捜査係
  - 許認可係

- 警備課
  - 警備係

## 交番
- 仙台駅東口交番 - 仙台市宮城野区榴岡2丁目1番17号（北緯38度15分39.1秒 東経140度53分3.2秒 / 北緯38.260861度 東経140.884222度）
- 総合グランド前交番 - 仙台市宮城野区宮城野2丁目11番6号（北緯38度15分28.4秒 東経140度54分6.3秒 / 北緯38.257889度 東経140.901750度）
- 苦竹交番 - 仙台市宮城野区苦竹1丁目7番1号（北緯38度16分6.2秒 東経140度55分0.8秒 / 北緯38.268389度 東経140.916889度）
- 高砂交番 - 仙台市宮城野区福室2丁目5番14号（北緯38度16分19.2秒 東経140度57分59秒 / 北緯38.272000度 東経140.96639度）
- 仙台港交番 - 仙台市宮城野区中野5丁目6番18号 … 2019年10月開設、東北地方太平洋沖地震（東日本大震災）で流失した蒲生駐在所の代わりに設置
- 東仙台交番 - 仙台市宮城野区東仙台2丁目18番36号（北緯38度16分40.7秒 東経140度55分6.4秒 / 北緯38.277972度 東経140.918444度）
- 幸町交番 - 仙台市宮城野区大梶11番10号（北緯38度16分22秒 東経140度54分16.6秒 / 北緯38.27278度 東経140.904611度）
- 鶴ケ谷交番 - 仙台市宮城野区鶴ヶ谷8丁目19番地の2（北緯38度17分25.4秒 東経140度55分0秒 / 北緯38.290389度 東経140.91667度）

## 駐在所
- 岡田駐在所 - （北緯38度15分19.2秒 東経140度58分54秒 / 北緯38.255333度 東経140.98167度）… 東北地方太平洋沖地震（東日本大震災）に伴う津波が到達した。
- 今市駐在所 - 仙台市宮城野区岩切1丁目13番6号（北緯38度17分31.3秒 東経140度56分12.2秒 / 北緯38.292028度 東経140.936722度）
- 洞の口駐在所 - 仙台市宮城野区岩切字青津目125番地の9（北緯38度18分17.1秒 東経140度57分15秒 / 北緯38.304750度 東経140.95417度）